# Kinzelbachilla ellenbergeri
Kinzelbachilla ellenbergeri (лат.) — ископаемый вид веерокрылых насекомых, единственный в составе монотипических рода Kinzelbachilla и семейства Kinzelbachillidae (Strepsiptera). Бирманский янтарь (возраст около 100 млн лет; Мьянма).

## Описание
Голова полностью склеротизированная с длинным корональным швом. Мелкие омматидии неразделённые хитиновыми мостиками и без микротрихий между ними. Усики состоят из 8 члеников. Вертлуги передних и задних ног свободные. Узкие лапки 5-члениковые.
Род Kinzelbachilla рассматривается в качестве сестринской группы ко всем другим группам веерокрылых, кроме †Protoxenos (Балтийский янтарь), за которыми следуют †Cretostylops (Бирманский янтарь) и †Mengea (Балтийский янтарь) как третья и четвёртая ветви в корневой группе, соответственно. Вид был впервые описан в 2016 году немецкими энтомологами Гансом Полем (Hans Pohl) и Рольфом Бьютелем (Rolf G. Beutel; Entomology Group, Institut für Spezielle Zoologie und Evolutionsbiologie mit Phyletischem Museum, Friedrich-Schiller-Universität Jena, Йена, Германия).